# Zanclonia weldoni
Zanclonia weldoni är en nässeldjursart som först beskrevs av Browne 1910.  Zanclonia weldoni ingår i släktet Zanclonia och familjen Pandeidae.
Artens utbredningsområde är Södra Ishavet. Inga underarter finns listade i Catalogue of Life.